# Chuks Aneke
Chukwuemeka Ademola Amachi "Chuks" Aneke, född 3 juli 1993, är en engelsk fotbollsspelare med nigerianskt påbrå som spelar för Charlton Athletic.

## Karriär
Aneke skrev på ett professionellt kontrakt med Arsenal i juli 2010. Han var utlånad från Arsenal till Stevenage 2011–2012 och gjorde sex matcher för klubben, samt till Preston Norht End 2012, där han gjorde sju matcher och ett mål. Från 2012 till 2014 var han utlånad till Crewe Alexandra och gjorde 70 matcher och 20 mål för klubben. I juni 2014 skrev han på ett kontrakt med Zulte Waregem, där han stannade i två år och gjorde 41 matcher och 4 mål. I augusti 2016 skrev han på ett kontrakt med Milton Keynes Dons.
Den 28 juni 2019 värvades Aneke av Charlton Athletic, där han skrev på ett tvåårskontrakt. Den 25 juni 2021 värvades Aneke av Birmingham City, där han skrev på ett tvåårskontrakt.
Den 14 januari 2022 blev Aneke klar för en återkomst i Charlton Athletic, där han skrev på ett 3,5-årskontrakt.